# Expedición 64
La Expedición 64 fue la sexagésima cuarta misión de larga duración a la ISS, que comenzó el 21 de octubre de 2020 con el desacoplamiento de la nave espacial Soyuz MS-16 y finalizó el 17 de abril de 2021 con el desacoplamiento de la Soyuz MS-17.

## Misión
Está expedición estuvo compuesta por 7 miembros de manera permanente por primera vez en la historia, el comandante ruso Sergey Ryzhikov, así como por 6 ingenieros de vuelo de varias nacionalidades, 3 de los cuales fueron transferidos de la expedición anterior. El comandante y el cosmonauta Sergei Kud-Sverchkov junto a la astronauta de la NASA, Kathleen Rubins procedentes de la Soyuz MS-17 que llegó el 14 de octubre de 2020, y los otros 4 astronautas, tres de la NASA y uno de JAXA procedentes de la nave Crew Dragon en la misión Crew-1 que despegó el 16 de noviembre de 2020 en dirección a la Estación Espacial. 
En marzo se esperaba la llegada de la nave Boe-OFT-2 como paso anterior a la certificación para el primer vuelo tripulado de la misión Boe-CFT previsto para julio de 2021, con 3 astronautas de la NASA como parte de la certificación de vuelo de la nave CST-100 Starliner de Boeing para poder trasladar astronautas de la NASA dentro del programa COTS a la ISS, pero debido a retrasos con la finalización de la nave CST-100 Starliner, este vuelo ha sido pospuesto a mayo-junio de 2021 durante la Expedición 65 y la misión Boe-CFT a finales del año 2021.
La expedición finalizó el 17 de abril de 2021 después de la llegada de la siguiente misión a bordo de la Soyuz MS-18 en abril y  con el desacoplamiento de la Soyuz MS-17, marcando así el inicio de la Expedición 65 con los miembros de la Soyuz MS-18 y los tripulantes de la misión SpaceX Crew-1, que se relevaran con la SpaceX Crew-2 a partir de su llegada el 22 de abril de 2021.

### Experimentos en la ISS
- Durante esta expedición se llevó a cabo la continuación del proyecto Plant Habitat que busca el cultivo de plantas en el espacio para mejorar la alimentación de los astronautas. El experimento utiliza la instalación Veggie, el Hábitat Avanzado de Plantas (APH), que es un pequeño invernadero para producir plantas y en esta ocasión amplía la variedad de cultivos anterios con rábanos, semillas de mostaza y lechugas cultivados directamente en la Estación en lugar de traerlas plantadas desde la tierra y dejarlas crecer en el espacio, en una sucesión de experimentos del Veg-03, además de otros aspectos relacionados con el valor nutricional, la aceptabilidad del sabor por parte de la tripulación y la seguridad alimentaria y la nutrición. Los astronautas de la NASA, Michael Hopkins y Kathleen Rubins, fueron los encargados de la realización del cultivo que es un proyecto del Centro Espacial Kennedy de la NASA. El inicio del experimento fueron 2 cosechas de rábanos que fueron un éxito y después de 2 meses, el 31 de diciembre se obtuvieron suficientes para una comida de toda la tripulación, y también pudo mandarse a la Tierra algunos de vuelta para su estudio comparativo con los cultivados en tierra. Posteriormente el astronauta Hopkins llevó a cabo un experimento de trasplantes entre plantas, además del cultivo de lechugas. Finalmente llevó a cabo, otros dos cultivos de semillas de mostaza "amara" y otro de Pack Choi ya realizado con anterioridad.[3]

## Tripulación
| Cargo                | Octubre–noviembre de 2020   | Noviembre de 2020-abril de 2021 |                             |
| -------------------- | --------------------------- | ------------------------------- | --------------------------- |
| Comandante           | Sergey Ryzhikov, (RKA)      | Sergey Ryzhikov, (RKA)          | Sergey Ryzhikov, (RKA)      |
| Ingeniero de vuelo 1 | Sergei Kud-Sverchkov, (RKA) | Sergei Kud-Sverchkov, (RKA)     | Sergei Kud-Sverchkov, (RKA) |
| Ingeniero de vuelo 2 | Kathleen Rubins (NASA)      | Kathleen Rubins (NASA)          | Kathleen Rubins (NASA)      |
| Ingeniero de vuelo 3 |                             | Michael S. Hopkins (NASA)       |                             |
| Ingeniero de vuelo 4 |                             | Victor J. Glover (NASA)         |                             |
| Ingeniero de vuelo 5 |                             | Soichi Noguchi (JAXA)           |                             |
| Ingeniero de vuelo 6 |                             | Shannon Walker (NASA)           |                             |